# Ларсен, Могенс Тролле
Могенс Тролле Ларсен (дат. Mogens Trolle Larsen; род. 20 мая 1937) — датский ассириолог, археолог, специалист по истории и культуре Староассирийского периода.
Две докторских степени (D.Phil., 1966; Ph.D., 1975), эмерит-профессор Копенгагенского университета, член Датской королевской академии наук (1995) и Academia Europaea, иностранный член Американского философского общества (2011).
Получил две докторских степени (D.Phil., 1966; Ph.D., 1975), последнюю - в Копенгагенском университете.
Автор семи монографий и более сорока научных статей. Среди его работ — The Old Assyrian City-state and its Colonies (1976) и The Conquest of Assyria: Excavations in an Antique Land, 1840—1860 (London: Routledge, 1996). Редактор Culture & History, Copenhagen.
Последняя книга — Ancient Kanesh: A Merchant Colony in Bronze Age Anatolia (2015).